# الانتخابات التشريعية التونسية 1964
الانتخابات التشريعية التونسية 1964 هي انتخابات تشريعية نظمت في تونس في نوفمبر 1964. هي الانتخابات الثانية من نوعها. تعتبر هذه الانتخابات مزورة ومزيفة.

فاز الحزب الاشتراكي الدستوري برئاسة الرئيس الحبيب بورقيبة بالانتخابات.

## النتائج
|                          | العدد     | % من المسجلين | % من الناخبين |
| ------------------------ | --------- | ------------- | ------------- |
| المسجلين                 | 534 301 1 | 100%          |               |
| الناخبين                 | 947 257 1 | 96.65%        | 100%          |
| الأصوات الصحيحة للقائمات | 153 255 1 |               | 99.78%        |
| الأوراق البيضاء والملغاة | 794 2     |               | 0.22%         |
| الامتناع عن التصويت      | 587 43    | 3.35%         |               |

| الأحزاب                  | الأحزاب                  | الأصوات   | % من الأصوات الصحيحة | المقاعد |
| ------------------------ | ------------------------ | --------- | -------------------- | ------- |
|                          | الحزب الاشتراكي الدستوري | 153 255 1 | 100%                 | 101     |
| الأصوات الصحيحة          | الأصوات الصحيحة          | 153 255 1 | 99.78%               | 101     |
| الأوراق البيضاء والملغاة | الأوراق البيضاء والملغاة | 794 2     | 0.22%                |         |
| مجموع الأصوات            | مجموع الأصوات            | 947 257 1 | 100%                 |         |
| المصدر:                  |                          |           |                      |         |

## مقالات ذات صلة
- الانتخابات الرئاسية التونسية 1964
- الحبيب بورقيبة